# Sternhaar-Felsenblümchen
Das Sternhaar-Felsenblümchen (Draba stellata) ist eine Pflanzenart aus der Gattung der Felsenblümchen (Draba) innerhalb der Familie der Kreuzblütengewächse (Brassicaceae).

## Beschreibung

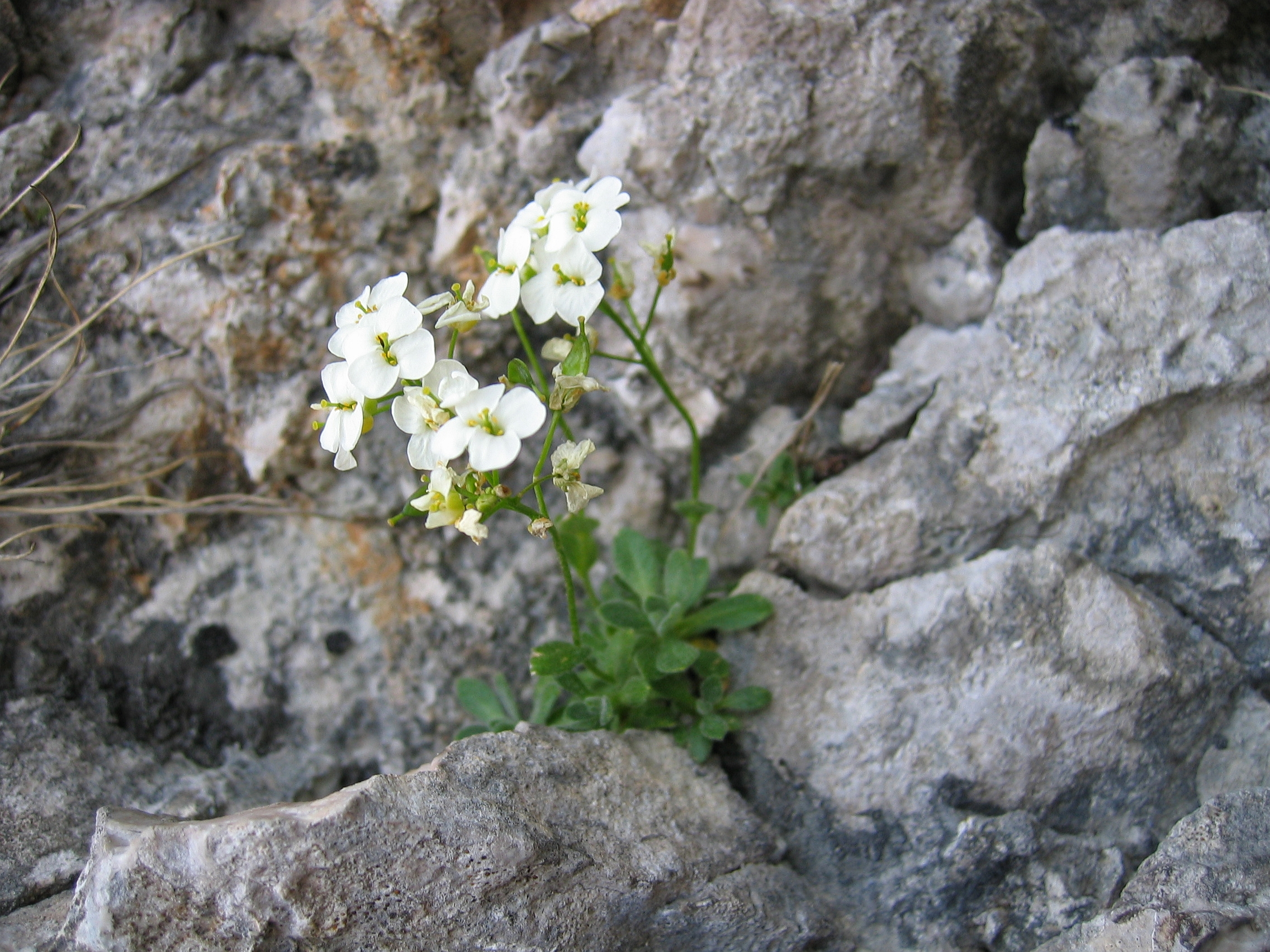
Habitus

### Vegetative Merkmale
Das Sternhaar-Felsenblümchen ist eine ausdauernde krautige Pflanze und erreicht Wuchshöhen von 3 bis 10 Zentimetern. Die Blattspreiten der Grundblätter sind schmal verkehrt eiförmig oder länglich, kurz gestielt und von Sternhaaren graufilzig. Der aufsteigende Stängel besitzt keine oder bis zu drei Laubblätter, die meist nur unten mit Sternhaaren und Wimpern besetzt sind.

### Generative Merkmale
Die Blütezeit reicht von Juni bis Juli. Die Blütentraube umfasst 8 bis 12 Blüten. Die Blütenstiele sind 2 bis 9 Millimeter lang. Die zwittrigen Blüten sind vierzählig. Die Kelchblätter sind breit eiförmig, stumpf, weiß hautrandig und 2 bis 2,5 Millimeter lang. Die weißen Kronblätter sind 3 bis 6 Millimeter breit und 4,5 bis 8 Millimeter lang. Sie sind kurz genagelt. Die längeren Staubblätter sind 3 Millimeter lang und am Grund verbreitert. Die abstehenden Fruchtstiele sind 4 bi 15 Millimeter lang. Die kahlen oder selten schwach bewimperten Schötchen sind 4 bis 10 Millimeter lang und 1,7 bis 3,8 Millimeter breit. Der Griffel ist 1 bis 2 Millimeter lang. Die Samen sind eiförmig, 1 bis 1,5 Millimeter lang, glatt und hellbraun. In jedem Fruchtfach befinden sich 10 bis 18 Samen.
Es liegt Diploidie vor, mit einer Chromosomenzahl von 2n = 16.

## Vorkommen
Das Sternhaar-Felsenblümchen ist ein österreichischer Endemit der nordöstlichen Kalkalpen und der Niederen Tauern. Es kommt zerstreut in Oberösterreich, Niederösterreich und der Steiermark vor. In der Steiermark steigt es bis zu 2500 Meter Meereshöhe auf.
Diese kalkstete Pflanze gedeiht hauptsächlich in Gesteinsfluren und Schneebodengesellschaften in der alpinen Höhenstufe. Sie hat ihr Optimum in den Alpen in den Pflanzengesellschaften des Potentillenion caulescentis.